# Can Bosch Vell
Can Bosch Vell és un mas de Sant Martí de Llémena (Gironès) inclosa a l'Inventari del Patrimoni Arquitectònic de Catalunya. Es creu que la masia va ser construïda el 1752 segons la llinda de la casa.

## Descripció
És un conjunt format per la masia i la pallissa, adossades, davant de l'era, on hi ha la porta d'entrada a la masia, de llinda planera i balcó al damunt, amb un contrafort lateral. El balcó queda aixoplugat per un teulat de fusta volat. La pallissa i la façana d'accés a la masia són perpendiculars. La masia està coberta per una teulada a una vessant i una porta d'arc rebaixat.
La pallissa és de planta baixa i tres pisos, amb teulat a dues aigües i carener perpendicular a la façana principal. La masia també té el mateix tipus de teulat. Se situa en un bancal i és de planta baixa i dos pisos. Té obertures diverses, de llinda planera i de modillons, sense composició concreta. La façana lateral esquerra té una galeria d'arcs de punt rodó a nivell de badius. Cal destacar la porta de la façana posterior, de llinda planera i datada el 1752. La façana lateral dreta perd una planta pel desnivell del terreny.
L'era està penjada per un mur de contenció damunt els camps de conreu.